# Campeonato NORCECA de Voleibol Femenino Sub-18
El Campeonato NORCECA de Voleibol Femenino Sub-18 es una competencia deportiva para los equipos nacionales de voleibol femenino, que actualmente se celebra cada dos años. Es organizado por la NORCECA y está dirigido a las selecciones nacionales que integren jugadoras con un máximo de 18 años de edad.

## Historial
| N.º  | Año  | Sede                      |                      |                      |                      |
| ---- | ---- | ------------------------- | -------------------- | -------------------- | -------------------- |
| I    | 1998 | Mayagüez                  | Estados Unidos       | Puerto Rico          | Canadá               |
| II   | 2000 | Santo Domingo             | Puerto Rico          | Estados Unidos       | República Dominicana |
| III  | 2002 | Salt Lake City            | Estados Unidos       | República Dominicana | Puerto Rico          |
| IV   | 2004 | Cataño                    | Estados Unidos       | Puerto Rico          | México               |
| V    | 2006 | Gainesville               | Estados Unidos       | República Dominicana | Puerto Rico          |
| VI   | 2008 | Guaynabo                  | Estados Unidos       | México               | República Dominicana |
| VII  | 2010 | Ciudad de Guatemala       | Estados Unidos       | México               | Puerto Rico          |
| VIII | 2012 | Tijuana / Baja California | Estados Unidos       | República Dominicana | México               |
| IX   | 2014 | San José                  | República Dominicana | Estados Unidos       | México               |
| X    | 2016 | San Juan                  | República Dominicana | Estados Unidos       | México               |
| XI   | 2018 | Tegucigalpa               | Estados Unidos       | Canadá               | Cuba                 |

## Medallero
- Actualizado hasta Honduras 2018

| Núm. | País                 | Oro | Plata | Bronce | Total |
| ---- | -------------------- | --- | ----- | ------ | ----- |
| 1    | Estados Unidos       | 8   | 3     | 0      | 11    |
| 2    | República Dominicana | 2   | 3     | 2      | 7     |
| 3    | Puerto Rico          | 1   | 2     | 3      | 6     |
| 4    | México               | 0   | 2     | 4      | 6     |
| 5    | Canadá               | 0   | 1     | 1      | 2     |
| 6    | Cuba                 | 0   | 0     | 1      | 1     |
|      | TOTAL                | 11  | 11    | 11     | 33    |

## MVPpor edición
- 2018 –  Estados Unidos - Jessica Mruzik
- 2016 –  República Dominicana - Natalia Martinez
- 2014 –  República Dominicana - Natalia Martinez
- 2012 –  Estados Unidos - Carli Snyder
- 2010 –  México - Samantha Bricio
- 2008 –  República Dominicana - Brenda Castillo
- 2006 –  Estados Unidos - Tara Murrey
- 2004 –  Estados Unidos - Megan Hodge
- 2002 –  Canadá - Sarah Pavan